# 김만 (배우)
김만(본명: 김기만, 1953년 1월 3일 ~ )은 대한민국의 배우이다.

## 학력
- 예산농업전문대학

## 출연 작품

### 영화
- 《블루》 (2003년) - 한반도함 잠수함 함장 역
- 《정글 쥬스》 (2002년) - 동호  역
- 《까》 (1998년) - 중년부부 남 역
- 《블랙잭》 (1997년) - 이정우 역
- 《유리의 성》 (1987년)
- 《길고 깊은 입맞춤》 (1985년)
- 《밤의 열기속으로》 (1985년)
- 《부나비는 황혼이 슬프다》 (1985년) - 만식 역
- 《남과 북》 (1984년)
- 《추억의 빛》 (1984년) - 요섭  역
- 《이 한몸 돌이 되어》 (1983년)
- 《밤이 무너질 때》 (1983년)
- 《안개는 여자처럼 속삭인다》 (1983년)
- 《산딸기》 (1982년)
- 《저녁에 우는 새》 (1982년)  - 진영 역
- 《만추》 (1982년)
- 《도시로 간 처녀》 (1981년)
- 《매일 죽는 남자》 (1981년)
- 《물보라》 (1980년)
- 《최인호의 병태만세》 (1980년)
- 《화려한 경험》 (1980년)
- 《남자 가정부》 (1980년)
- 《모모는 철부지》 (1980년)
- 《여자이기 때문에》 (1980년)
- 《갑자기 불꽃처럼》 (1980년)
- 《신궁》 (1979년)
- 《내가 버린 남자》 (1979년)
- 《전우가 남긴 한마디》 (1979년)
- 《사랑의 조건》 (1979년)
- 《살인나비를 쫓는 여자》 (1978년)
- 《과부》 (1978년)
- 《웃음소리》 (1978년)
- 《관세음보살》 (1978년)
- 《고가》 (1978년)
- 《화려한 외출》 (1978년)
- 《소라》 (1977년)

## 수상
- 1977년 제16회 대종상 신인상